# Ghost Book
| Recensione | Giudizio |
| ---------- | -------- |
| AllMusic   | [ 1 ]    |

Ghost Book è la colonna sonora del film turco horror Okul (2004); il cd è stato realizzato da Kevin Moore, musicista statunitense, ex componente dei Dream Theater.

## Tracce
1. Rhodes Song
2. Prayer Call
3. Piano Theme
4. Roof Access (Day)
5. Far Fara
6. P.S.
7. Library Noise
8. Overheard
9. Romantik
10. The Hecklers
11. Mirrors and Phones
12. Shall We Jump
13. Cowbloke
14. Erotik
15. Roof Access (Night)
16. Hallways and Light
17. Afterschool
18. Sad Sad Movie